# Gathynia miraria
Gathynia miraria är en fjärilsart som beskrevs av Walker 1862. Gathynia miraria ingår i släktet Gathynia och familjen Uraniidae. Inga underarter finns listade i Catalogue of Life.